# Kostur sadzarski
Kostur sadzarski, kostur do sadzenia — specjalistyczne narzędzie do sadzenia drzew, zbliżone kształtem do kostura, używane przez leśników przy zalesianiu.